# Michel Abdollahi

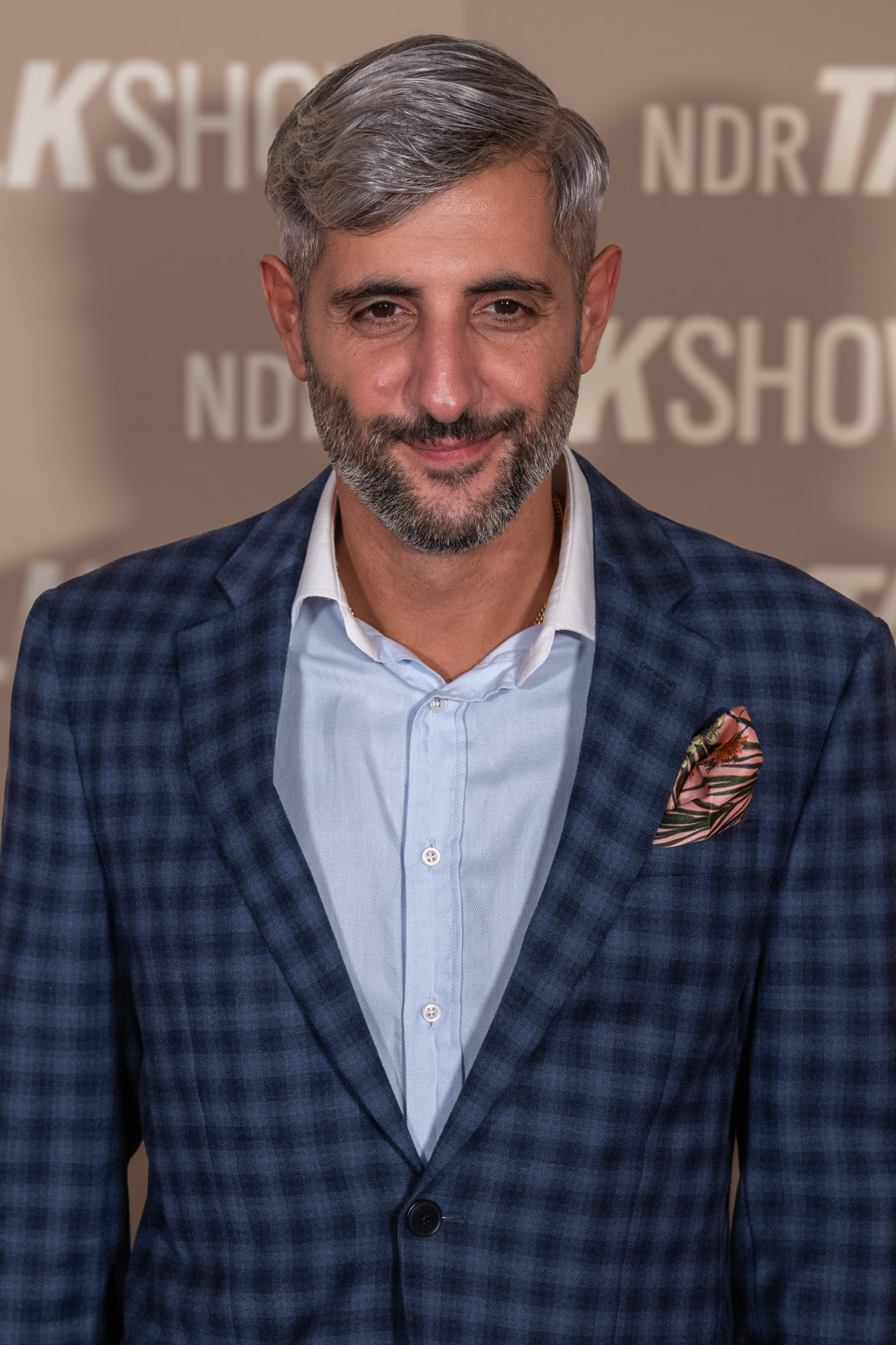
Michel Abdollahi (2023)

Michel Abdollahi (persisch میشل عبداللهی; * 20. April 1981 in Teheran) ist ein deutsch-iranischer Fernsehmoderator, Conférencier, Performancekünstler, Poetry-Slammer, Maler und Journalist.

## Leben
Abdollahi wurde in Teheran geboren und zog 1986 mit seiner Familie nach Hamburg, wo er im Stadtteil Eidelstedt aufwuchs. Seine Eltern hatten bereits vor seiner Geburt in Hamburg gelebt. Sein Vater studierte dort Medizin und seine Mutter Architektur. Ab 2000 war er an der Universität Hamburg eingeschrieben, wo er zunächst Jura studierte und anschließend Islamwissenschaft. Während der Regierungszeit von Ole von Beust arbeitete er in der Hamburger Senatskanzlei und war Mitglied des Landesausschusses für Integration der CDU.

## Wirken

### Bühne
Seit 2000 ist er in der deutschsprachigen Poetry-Slam-Szene aktiv und gilt hier als Koryphäe. 2001 belegte er bei der fünften Poetry-Slam-Meisterschaft mit dem Team Hamburg den zweiten Platz.
2005 gründete er gemeinsam mit seinem Schulfreund Jan-Oliver Lange die Veranstaltungsreihe Kampf der Künste, die sich zu einer der größten unabhängigen Kulturinstitutionen Hamburgs entwickelte. Neben Poetry-Slams und weiteren Bühnenliteraturformaten umfasst das Programm auch die Bereiche Film, Gesang und Theater. Abdollahi moderierte die Veranstaltungen in den Zeise Kinos und ab 2007 auch das Jahresfinale im Deutschen Schauspielhaus. Ab 2009 moderierte er außerdem den Bunker Slam im Uebel & Gefährlich. 2015 stellte ein von ihm auf der Trabrennbahn Bahrenfeld moderierter Poetry-Slam mit 5000 Zuschauern einen Weltrekord auf.
Abdollahi wirkte bei den Theaterstücken Superhero und Romeo vs. Romeo mit, die im September 2010 und im Januar 2012 ihre Premieren auf Kampnagel hatten. Von 2010 bis 2014 moderierte er die monatliche Veranstaltungsreihe Lautsprecher, die bis 2013 im Deutschen Schauspielhaus aufgeführt wurde und anschließend im Thalia in der Gaußstraße. Außerdem moderierte er unter anderem die ADC-Gala (2010, 2012, 2013), das OMR Festival (2017, 2018), den Effie (2018, 2019) und den LeadAward (2018, 2019).
Im April 2017 zeichnete der Hamburger Lions Club Abdollahi mit dem Gustaf-Gründgens-Preis aus. In der Begründung der Jury heißt es: „Als Conférencier und Mitinitiator des Poetry-Slam-Labels Kampf der Künste hat Michel Abdollahi mit seinem Wirken die Bühnen erobert und generationenübergreifend ein Publikum für eine neue darstellende Kunstform begeistert.“
Seit Mitte 2022 betreibt Abdollahi mit Robert Oschatz die Bühne „Centralkomitee“ am Hamburger Steindamm in Nachfolge von Lisa Politt und Gunter Schmidt („Herrchens Frauchen“).

### Fernsehen

#### Anfänge
Abdollahi moderierte 2007 den ersten Poetry-Slam im Fernsehen auf dem Kultursender Lettra. Von 2012 bis 2013 war er mit der Fernsehsendung Zwischenräume auf dem Hamburger Lokalsender Tide vertreten, die 2013 mit dem Hamburger Fernsehpreis Fink ausgezeichnet wurde.

#### Kulturjournal
Im NDR war Abdollahi von 2014 bis 2017 als Außenreporter für das Kulturjournal tätig. Seine kurzen Beiträge beschäftigten sich mit Themen des Zeitgeists und erreichten immer wieder große Beachtung in sozialen Medien und in der Presse. Sein Beitrag über Nipster ist der bis heute meistgeteilte Magazinbeitrag des NDR. Seine Aktion Ich bin Muslim. Was wollen Sie wissen?, bei der er sich zwei Mal kurz nach dem Anschlag auf das französische Satiremagazin Charlie Hebdo und den Pariser Terroranschlägen von 2015 mit einem Schild auf den Hamburger Jungfernstieg stellte und die Fragen von Passanten beantwortete, fand internationale Beachtung und wurde als Vorbild in der aktuellen Islamdebatte kopiert. Sein letzter satirischer Beitrag Kein Wahlrecht für Muslime zur Bundestagswahl 2017 wurde zum Netzhit, musste aber kurz darauf wegen Anfeindungen gegen einen befragten Passanten gelöscht werden.

#### Panorama
Für den Dokumentarfilm Im Nazidorf zog Abdollahi im Sommer 2015 für einen Monat in das nordwestmecklenburgische Jamel und baute dort eine Holzhütte auf, um mit den Bewohnern ins Gespräch zu kommen. Der Film wurde am 6. Oktober 2015 als Teil der Reihe Panorama – Die Reporter, einem Ableger der Sendung Panorama, im NDR ausgestrahlt. Beim Deutschen Fernsehpreis 2016 wurde er wegen seiner Rolle in diesem Film in der Kategorie Beste Persönliche Leistung Information ausgezeichnet. 2016 und 2017 brachte er anlässlich des 55-jährigen Bestehens von Panorama das Politmagazin auf die Bühne des Deutschen Schauspielhauses. Die Abende wurden als Panorama – Die Show am 7. Oktober 2016 und am 15. September 2017 im NDR ausgestrahlt. Die Ausgabe von 2016 war beim Grimme-Preis 2017 in der Kategorie Unterhaltung nominiert und die Ausgabe von 2017 beim Deutschen Fernsehpreis 2018 in der Kategorie Bestes Infotainment.

#### Käpt’ns Dinner
Seit 2016 moderiert Abdollahi für den NDR die Talkshow Käpt’ns Dinner. Die erste Folge wurde am 9. September 2016 ausgestrahlt. Dabei war der ehemalige Regierende Bürgermeister von Berlin Klaus Wowereit zu Gast. Abdollahi empfängt dort in der Kommandozentrale des alten sowjetischen U-Bootes U-434 im Hamburger Hafen jeweils einen einzigen Gast ohne Publikum zum Gespräch.

#### Der deutsche Michel
Als Nachfolge von Panorama – Die Show moderierte er von 2018 bis 2020 die Late-Night-Show Der deutsche Michel im NDR im Hamburger Gruenspan. In Einspielern und Bühnenaktionen ging es in der Sendung um Unterhaltung mit Haltung, die sich monothematisch mit einem bestimmten Thema politisch und gesellschaftlich auseinandersetzte.

#### Planet Without Apes
Abdollahi war Protagonist des Dokumentarfilms Planet Without Apes, der den illegalen Handel mit Affen behandelt. Die Premiere des Films erfolgte am 4. November 2020 auf dem Lone Star Film Festival in Fort Worth, wo er als bester Dokumentarfilm ausgezeichnet wurde. Im Januar 2021 wurde er auf dem Santa Monica Film Festival als beste internationale Dokumentation ausgezeichnet. Produziert wurde der Film vom NDR. Am 7. Juni 2021 strahlte Das Erste im Rahmen seiner Dokumentationsreihe Erlebnis Erde eine 45-minütige Version des Films aus und veröffentlichte den kompletten Film in der ARD Mediathek. Im Oktober 2021 wurde der Film mit dem Prix Europa in der Kategorie Beste TV-Investigation ausgezeichnet und im Februar 2022 wurde er für den Grimme-Preis in der Kategorie Information & Kultur nominiert.

### Publizistik
Im Februar 2020 veröffentlichte Abdollahi bei Hoffmann und Campe das Sachbuch Deutschland schafft mich: Als ich erfuhr, dass ich doch kein Deutscher bin, (Anspielung auf Deutschland schafft sich ab) in dem er die politische Landschaft der letzten Jahrzehnte kommentiert. Seit Januar 2021 gehört er zu den Stern-Stimmen.

### Podcast
Von Dezember 2020 bis November 2021 moderierte Abdollahi die erste Staffel des Podcasts Unterwegs mit … von DB Mobil und von April 2021 bis Februar 2023 den Podcast heute wichtig von Stern und RTL.

### Kunst

#### Malerei

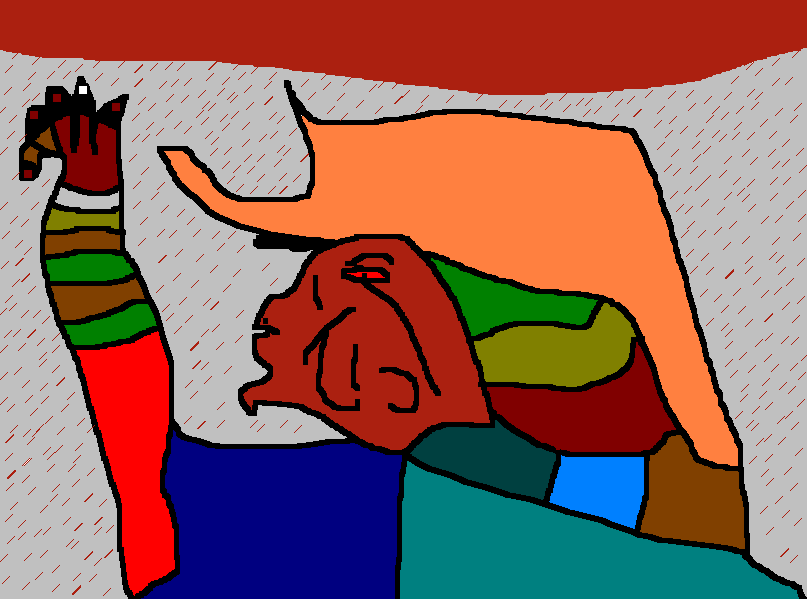
Selbstbildnis im Sturm mit großem Hut (MS Paint, 2005)

Abdollahi malt seit den späten 1990ern unter dem Pseudonym Arte abstrakte Bilder. In den Anfängen bediente er sich vermehrt der Tusche. Die über 40 Bilder enthaltene Sammlung Lichtung e. V. von 1998 gilt als verschollen. Einige Bilder dieser Reihe, darunter Alone und Together, wurden 2013 wieder angefertigt. Seit Anfang der 2000er bedient sich Abdollahi fast ausschließlich des Programms Microsoft Paint. Dabei persifliert er immer wieder den Kunstmarkt, indem er eigene abstrakte Malereien, die er in kurzer Zeit mit dem Computer erstellt, im Kunstbetrieb bewirbt und dabei nicht ohne Erfolg bleibt.

#### Der Schwamm
Am 7. Oktober 2016 installierte Abdollahi auf den Marco-Polo-Terrassen der Hamburger HafenCity einen überdimensionalen Spülschwamm aus Originalmaterial. Die 4 × 2 Meter große und ca. 500 Kilogramm schwere Kunstinstallation Der Schwamm sollte laut Künstler ein Symbol gegen Hass und Rassismus sein und alles Negative aufsaugen. Am 23. Oktober 2016 wurde das Kunstwerk Opfer eines Brandanschlags und verbrannte restlos. Die Polizei prüfte, ob ein politisches Motiv dahintersteckt, und der Staatsschutz nahm Ermittlungen auf.
Im Juli 2017 installierte Abdollahi vor der City-Galerie Augsburg ein gleichartiges Kunstwerk. Dies geschah im Rahmen mehrerer Kunstinstallationen zum Augsburger Friedensfest 2017. Zuvor stand der Schwamm als Kunstinstallation gegen Rassismus und Fremdenfeindlichkeit vier Wochen vor dem Stuttgarter Landtag. In kurzer Zeit wurde das Kunstwerk durch spielende Kinder schwer beschädigt. Diese hatten große Teile aus dem Schwamm herausgerissen und die Teile auf dem Platz verteilt. In einer Reaktion auf diese Geschehnisse kritisierte Abdollahi unter anderem das Verhalten der Eltern der spielenden Kinder.
Im Mai 2019 installierte er in Hamburg den Schwamm ein drittes Mal im Rahmen der Feierlichkeiten zum 70. Jahrestag des Grundgesetzes zusammen mit einer digitalen Stele, die die ihn erreichten Hasskommentare, als Reaktionen auf seine vorherigen Installationen, öffentlich abspielte. Auch dieses Mal wurde der Schwamm nach kurzer Zeit von Unbekannten zerstört. Kurz darauf wurde auch die massive Stele zerstört. Der Hamburger Justizsenator Till Steffen sagte: „Die Reaktion auf solche Angriffe darf nicht sein, sich zurückzuziehen, sondern selbstbewusst den öffentlichen Raum für sich in Anspruch zu nehmen, für Meinungsfreiheit, Kunstfreiheit und dafür, die Werte des Grundgesetzes hochzuhalten.“

## Soziales Engagement
Abdollahi engagiert sich seit 2008 für den Verein Zweikampfverhalten e. V., der in Wilhelmsburg Kurse zur Gewaltprävention für Jugendliche vorwiegend mit Migrationshintergrund durchführt. Er ist Botschafter des Vereins und führt Rhetoriktrainings durch.
Für das Goethe-Institut hielt er unter anderem Vorträge in Kairo (Ain-Schams-Universität), Mexiko-Stadt (UNAM), San Francisco (Berkeley) und Tunis (Université de la Manouba) zum Thema Integration durch Kunst und Kultur. Im Mai 2010 vertrat er die Bundesrepublik auf der 28. Internationalen Buchmesse von Tunis. Ende 2010 initiierte er mit Unterstützung der Robert Bosch Stiftung und der Friedrich-Ebert-Stiftung die erste regelmäßige Poetry-Slam-Reihe in Mazedonien und im Kosovo.
2011 moderierte er das unter dem Motto Zusammenhalt fördern stattfindende Sommerfest des Bundespräsidenten auf Schloss Bellevue. 2016 war er Moderator des Zukunftsforums des Bundespräsidenten auf Schloss Bellevue zum Thema #DE2036 – Wie soll es aussehen, dieses Land? Deutschland in 20 Jahren. Für die Deutschlandstiftung Integration moderierte er Veranstaltungen zum fünfjährigen Jubiläum von deren Stipendienprogramm und zum zehnjährigen Jubiläum der Stiftung.
Daneben ist er Botschafter vieler Kampagnen zu Demokratie und Rechtsstaat. Er engagiert sich beispielsweise als Botschafter des Projekts Störungsmelder on tour des Vereins Gesicht Zeigen! und des Förderprogramms der Bundesregierung Demokratie leben sowie als Pate der IGS Buchholz im Rahmen des bundesweiten Schulnetzwerkes Schule ohne Rassismus – Schule mit Courage.

## Auszeichnungen
- 2001: Vizemeister bei den deutschsprachigen Poetry Slam Meisterschaften (mit Team Hamburg)
- 2016: Deutscher Fernsehpreis (Kategorie: Beste Persönliche Leistung Information) für Im Nazidorf und seine Straßenaktionen im Kulturjournal
- 2017: Gustaf-Gründgens-Preis für seine künstlerischen Verdienste um die darstellenden Künste
- 2017: Grimme-Preis-Nominierung (Kategorie: Unterhaltung) für Panorama – Die Show
- 2018: Deutscher Fernsehpreis (Nominierung) (Kategorie: Bestes Infotainment) für Panorama – Die Show
- 2020: Lone Star Film Festival (Kategorie: Best Documentary Film) für Planet Without Apes
- 2021: Santa Monica Film Festival (Kategorie: Beste International Documentary) für Planet Without Apes
- 2021: ADC Award (Kategorie: Content Marketing/Podcast) für Unterwegs mit …
- 2021: BCM Award (Kategorie: Customer Podcast – Audio) für Unterwegs mit …
- 2021: CIVIS Video Award (Kategorie: Social Media Format) für Darf ich deine Haare anfassen zusammen mit Cosmo (WDR)
- 2021: Prix Europa (Kategorie: Best European TV Investigation of the Year) für Planet Without Apes
- 2022: Grimme-Preis-Nominierung (Kategorie: Information & Kultur) für Planet Without Apes
- 2022: Deutscher Naturfilmpreis (Kategorie: Jury-Preis für herausragende Leistung) für Planet Without Apes
- 2022: Hanns-Seidel-Preis (Kategorie: Podcast – Politische Influencer) für Heute wichtig

## Veröffentlichungen
- Poetry Slam 2001. Anthologie (Hörbuch, 2 CDs). Hoffmann und Campe, Hamburg 2002, ISBN 978-3-455-30286-8
- 100 poets against the war. Anthologie. Todd Swift (Hrsg.). Salt Publishing, Cromer 2003, ISBN 1-876857-98-6
- Slam 2002/2003. Anthologie. Hartmut Pospiech; Tina Uebel (Hrsg.). Rotbuch Verlag, Hamburg 2002, ISBN 3-434-53111-4
- Poetry Slam 2003/2004. Anthologie. Hartmut Pospiech; Tina Uebel (Hrsg.). Rotbuch Verlag, Hamburg 2003, ISBN 3-434-54516-6
- Poetry Slam 2004/2005. Anthologie. Hartmut Pospiech; Tina Uebel (Hrsg.). Rotbuch Verlag, Hamburg 2004, ISBN 3-434-54520-4
- Sex ist eigentlich nicht so mein Ding. Anthologie. Friederike Moldenhauer; Tina Uebel (Hrsg.). Eichborn Verlag, Hamburg 2007, ISBN 3-8218-5803-6
- Auf Augenhöhe oder eine Nasenlänge voraus? Stimmen zur Gleichberechtigung von Frau und Mann. Franziska von Aspern (Hrsg.). Militzke Verlag, Leipzig 2012, ISBN 3-86189-854-3
- Bunt und kühl, Kaleb Erdmann; David Friedrich; Thomas Spitzer. ConBrio Verlag, Regensburg 2013, ISBN 3-940768-40-5
- Herkunft: Euer Ernst?, in: Die Zeit, 23/2017.
- Wir sind gekommen, um zu schreiben. Anthologie. Sulaiman Masomi (Hrsg.). Satyr Verlag, Berlin 2019. ISBN 3-947106-24-6
- Deutschland schafft mich: Als ich erfuhr, dass ich doch kein Deutscher bin. Hoffmann und Campe, Hamburg 2020, ISBN 978-3-455-00893-7